# Championnat de France féminin de rink hockey
Le championnat de France de rink hockey féminin, appelé National 1 Féminine, est une compétition annuelle mettant aux prises toutes les équipes senior féminines de rink hockey en France. Le vainqueur de cette compétition est désigné champion de France de rink hockey. Le championnat est organisé par le Comité national de rink hockey de la Fédération française de roller sports.

## Format
Les équipes participant au championnat se rencontrent en matchs aller-retour. Le nombre de points attribués pour une victoire, un match nul et une défaite sont 3 points, 1 point et 0 point respectivement. Le classement final du championnat est déterminé par le nombre de points acquis. En cas d'égalité de points, les équipes sont départagées au goal-average particulier en déterminant celle ayant le plus grand nombre de points lors des matches joués entre équipes à égalité, puis si nécessaire celle ayant la plus grande différence de buts lors des matches joués entre équipes à égalité, puis si nécessaire celle ayant la plus grande différence de buts sur toute la compétition. En cas de nouvelle égalité le quotient entre le nombre de buts marqués et encaissés pendant le championnat détermine le classement.

## Palmarès
| Saison    | Vainqueur         | Second            | Troisième                       |
| --------- | ----------------- | ----------------- | ------------------------------- |
| 1995-1996 | ASPTT Bordeaux    | RSC Wasquehal     | Sport athlétique Gazinet-Cestas |
| 1996-1997 | RSC Wasquehal     | ASPTT Bordeaux    | CS Noisy-le-Grand               |
| 1997-1998 | ASPTT Bordeaux    | SA Mérignac       | RSC Wasquehal                   |
| 1998-1999 | ASPTT Bordeaux    | US Villejuif      | CD Seine St Denis               |
| 1999-2000 | CR Aquitaine      | US Villejuif      | CD Seine St Denis               |
| 2000-2001 | US Coutras        | US Villejuif      | CD Seine St Denis               |
| 2001-2002 | CD Seine St Denis | US Coutras        | US Villejuif                    |
| 2002-2003 | CS Noisy-le-Grand | US Coutras        | US Villejuif                    |
| 2003-2004 | US Coutras        | CS Noisy-le-Grand | HC Quévert                      |
| 2004-2005 | CS Noisy-le-Grand | US Coutras        | HC Quévert                      |
| 2005-2006 | CS Noisy-le-Grand | US Coutras        | RH Gleizé                       |
| 2006-2007 | CS Noisy-le-Grand | US Coutras        | RH Gleizé                       |
| 2007-2008 | CS Noisy-le-Grand | US Coutras        | SPRS Ploufragan                 |
| 2008-2009 | US Coutras        | CS Noisy-le-Grand |                                 |
| 2009-2010 | CS Noisy-le-Grand | US Coutras        | RAC Saint-Brieuc                |
| 2010-2011 | US Coutras        | CS Noisy-le-Grand | RAC Saint-Brieuc                |
| 2011-2012 | US Coutras        | CS Noisy-le-Grand | SPRS Ploufragan                 |
| 2012-2013 | US Coutras        | CS Noisy-le-Grand | RAC Saint-Brieuc                |
| 2013-2014 | CS Noisy-le-Grand | US Coutras        | ROC Vaulx-en-Velin              |
| 2014-2015 | US Coutras        | CS Noisy-le-Grand | ROC Vaulx-en-Velin              |
| 2015-2016 | US Coutras        | SA Mérignac       | CS Noisy-le-Grand               |
| 2016-2017 | US Coutras        | CS Noisy-le-Grand | SA Mérignac                     |
| 2017-2018 | US Coutras        | SA Mérignac       | CS Noisy-le-Grand               |
| 2018-2019 | US Coutras        | SA Mérignac       | CS Noisy-le-Grand               |
| 2019-2020 |                   |                   |                                 |

## Victoires par club
| Nb | Club              | Nb |
| -- | ----------------- | -- |
| 1  | US Coutras        | 11 |
| 2  | CS Noisy-le-Grand | 7  |
| 3  | ASPTT Bordeaux    | 3  |
| 4  | CD Seine-St-Denis | 1  |
| 4  | CR Aquitaine      | 1  |
| 4  | RSC Wasquehal     | 1  |